# 桑迪亚拉妮·黛维·阿托姆
桑迪亚拉妮·黛维·阿托姆（1980年4月5日 - ）是一名印度举重运动员，身高1.42米。2010年，在广州亚运会48公斤级举重比赛中以158千克的成绩获得第六名。